# Gmina Tounj
Gmina Tounj (chorw. Općina Tounj) – gmina w Chorwacji, w żupanii karlowackiej. W 2011 roku liczyła  1150 mieszkańców.